# Yumi Kawamura
Yumi Kawamura (Prefettura di Aichi, ...) è una cantante giapponese nota soprattutto per il suo contributo alla colonna sonora del videogioco Persona 3, e per i suoi vari spin-off.

## Biografia
Fin da adolescente vince numerosi premi grazie alle sue abilità canore, per poi avviare la sua carriera professionale nel 1989, dopo aver vinto un concorso di canto. Dopo aver debuttato in Atlus nel 1991 si è concentrata principalmente su sigle, inserti e canzoni commerciali per videogiochi e anime. Negli ultimi anni è attiva anche come insegnante di canto e direttrice vocale.
Dal 2008 diventa membro fisso di Atlus, partecipando alle colonne sonore di Persona 3 e Persona 4, nonché per i vari adattamenti anime e gli spin-off. Nel 2013 la sua canzone "Kimi no Memories" si è classificata prima in un sondaggio di popolarità tenuto da Atlus.

## Discografia

### Colonne sonore
- 2005 – Digital Devil Saga: Avatar Tuner 2 – Alive (voce)
- 2006 – Persona 3 – Burn My Dread, Deep Breath Deep Breath Kimi no Kioku, Mass Destruction, Paulownia Mall, Tranquility, Want To Be Close e When the Moon Reaches for the Stars (voce)
- 2007 – Persona 3 FES – Brand New Days, Mass Destruction -P3fes versione- e P3 FES (voce)
- 2008 – Persona -trinity soul- – Found Me e Mellow Dream (testi e voce)
- 2009 – Shin Megami Tensei: Persona – A lone Prayer, Bloody Destiny, Dream of Butterfly, Let the Butterflies Spread Until the Dawn, School Days e Voice (voce)
- 2011 – Persona 4 The Animation – Key Plus Words, Time for True Revelation e We Are One and All (voce)
- 2012 – Persona 4 Arena – Best Friends (testi)
- 2013 – Persona 3 The Movie -#1 Spring of Birth- – More Than One Heart (voce)
- 2014 – Persona 4 Arena Ultimax – Today (testi)
- 2014 – Persona Q: Shadow of Labyrinth – Changing Me, Light the Fire Up in the Night "DARK HOUR" e Maze of Life (testi e voce)
- 2014 – Persona 3 The Movie -#2 Midsummer Knight's Dream- – One Hand One Heartbeat e One Single Word (voce)
- 2015 – Persona 3 The Movie -#3 Falling Down- – Light in Starless Sky, One Determination e Storm for a Butterfly (voce)
- 2015 – Persona 3 The Movie -#4 Winter of Rebirth- – My Testimony e Self Redemption (voce)
- 2016 – Flip Flappers – LET'S FLIP FLAPPING (voce)
- 2018 – Persona 3: Dancing in Moonlight – Moonlight Serendipity e Our Moment (voce e arrangiamento)
- 2018 – Persona Q2: New Cinema Labyrinth – Cinematic Tale, Colorful World, Road Less Taken e Wait and See (voce)
- 2023 – My Life as Inukai-san’s Dog – Gyakkyou Fuwaku Fraction (voce)